# Karl Honz
Karl Honz  (né le 28 janvier 1951 à Moos) est un athlète allemand spécialiste du 400 mètres, champion d'Europe en 1974 et détenteur du record continental de 1972 à 1980.

## Carrière
Le 21 juillet 1972, à Munich, Karl Honz établit un nouveau record d'Europe du 400 mètres dans le temps de 44 s 70. Cette meilleure performance continentale ne sera améliorée qu'en 1980 par le Soviétique Viktor Markin (44 s 60). Il participe aux Jeux olympiques de Munich où il se classe septième de la finale du 400 m en 45 s 68, puis quatrième du relais 4 × 400 m.
En 1974, il remporte le titre du 400 m des Championnats d'Europe de Rome, en 45 s 04, devant le Britannique David Jenkins et l'autre Allemand Bernd Herrmann. Il s'adjuge par ailleurs la médaille d'argent du relais 4 × 400 m en compagnie de Hermann Köhler, Horst-Rüdiger Schlöske et Rolf Ziegler.
Il s'illustre par ailleurs à l'occasion des Championnats d'Europe en salle, sur 4 × 400 m, en prenant la deuxième place de l'édition 1973, et en remportant le titre en 1975.

### Palmarès
| Date | Compétition                    | Lieu      | Résultat | Épreuve   |
| ---- | ------------------------------ | --------- | -------- | --------- |
| 1972 | Jeux olympiques                | Munich    | 7e       | 400 m     |
| 1972 | Jeux olympiques                | Munich    | 4e       | 4 × 400 m |
| 1973 | Championnats d'Europe en salle | Rotterdam | 2e       | 4 × 400 m |
| 1974 | Championnats d'Europe          | Rome      | 1er      | 400 m     |
| 1974 | Championnats d'Europe          | Rome      | 2e       | 4 × 400 m |
| 1975 | Championnats d'Europe en salle | Katowice  | 1er      | 4 × 400 m |

### Records
| Épreuve | Performance | Lieu   | Date            |
| ------- | ----------- | ------ | --------------- |
| 400 m   | 44 s 70     | Munich | 21 juillet 1972 |